# Agrarrohstoff
Agrarrohstoffe sind Rohstoffe, die als unbearbeitete Agrarprodukte in der Natur vorkommen.

## Allgemeines
Agrarrohstoffe gehören zu den nachwachsenden Rohstoffen. Sie müssen wie andere Rohstoffe unbearbeitet sein, deshalb ist beispielsweise Rohkaffee ein Agrarrohstoff, Röstkaffee dagegen wegen seiner Verarbeitung durch Rösten nicht. Agrarrohstoffe sind als Naturprodukte die Grundlage für die Ernährung von Mensch (Nahrungsmittel) oder Tier (Futtermittel). Ein neues Verwendungsgebiet ist ihr Einsatz als Biomasse zur Energieerzeugung. Agrarrohstoffe stammen aus der Landwirtschaft, die neben Bergbau, Fischerei und Forstwirtschaft zum Wirtschaftssektor der Urproduktion zählt. Sie gehören zu den Commodities, genauer zu den „Soft commodities“. Soweit sie standardisierbar sind, können sie als Handelsobjekt an Warenbörsen gehandelt werden. 

## Arten

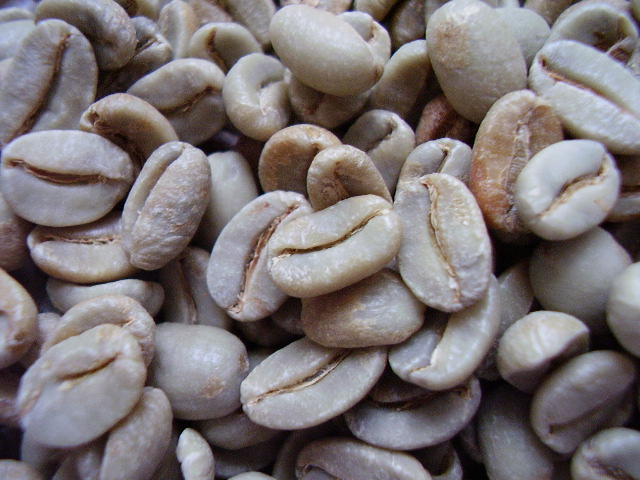
Rohkaffee ist ein echter Agrarrohstoff

Agrarrohstoffe lassen sich folgende Gruppen einteilen:
- Nahrungsmittel und Futtermittel:
  - Getreide: Gerste, Hafer, Mais, Reis, Roggen, Sojaschrot, Triticale, Weizen;
  - Milch;
- Genussmittel: Kaffee, Kakao, Tabak, Tee;
- Hackfrüchte: unter anderen Kartoffeln, Maniok, Zuckerrohr und Zuckerrüben;
- Obst: Obstarten wie Beerenobst, Kernobst, Schalenobst, Steinobst, klassische Südfrüchte und Tropenfrüchte;
- Ölpflanzen: insbesondere Avocado, Hanf, Lein, Ölpalme, Raps, Sesam und Soja;
- technische Agrarrohstoffe: Baumwolle, Kautschuk oder Wolle.

Alle Arten werden nach ihrer Weiterverarbeitung durch die Agrarproduktion zu Agrarprodukten, die entweder als Nahrungsmittel, als Futtermittel oder als Biomasse dienen. In Deutschland entfallen 60 % der landwirtschaftlichen Nutzfläche auf Nahrungsmittelanbau und etwa 26 % auf Futtermittelanbau.
Einige Autoren zählen noch die Industrie-Agrarrohstoffe hinzu wie Nutzholz und Zellstoff.

## Agrarrohstoffe als Anlageklasse
Agrarrohstoffe stellen eine eigene Anlageklasse dar und gelten dabei als alternative Investments (Commodities). Aufgrund der hohen Volatilität der Agrarpreise ist diese Anlageklasse häufig auch Gegenstand spekulativer Investments, so dass sie nur für risikofreudige Anleger geeignet ist. Die Kontrahenten sind meist nicht an der physischen Lieferung der Agrarrohstoffe interessiert, sondern an Kursgewinnen. Die Anlage standardisierter Agrarrohstoffe erfolgt deshalb nicht in Bestände, sondern in Termingeschäften auf oder Leerverkäufen von Rohstoffen oder börsengehandelte Exchange-traded Commodities (ETCs). Die Anlagen in Agrarrohstoffen sind von 9 Mrd. US $ im Jahre 2003 auf 99 Mrd. US $ (2011) gestiegen.

## Wirtschaftliche Aspekte
Das Angebot an Agrarrohstoffen ist sehr witterungsabhängig und kann daher durch Dürren oder Überschwemmungen zu Missernten führen und zudem starken Saisonschwankungen unterworfen sein. Hierdurch können Angebotslücken oder auch Angebotsüberhänge entstehen, die zu plötzlichen Angebots- oder Bedarfsverschiebungen führen können. Entstehende Lieferengpässe oder Überproduktion haben eine starke Volatilität der Agrarpreise zur Folge. Weitere Charakteristik ist ihre teilweise begrenzte Haltbarkeit und Lagerfähigkeit. Die Angebotselastizität ist aus diesen Gründen starr bis unelastisch bei konstantem Verbrauch. Deshalb spielt die Versorgungssicherheit eine große Rolle, der Selbstversorgungsgrad von Agrarrohstoffen wird sensibel gemessen. 